# StumbleUpon
StumbleUpon é um serviço de social bookmarks fundado em Dezembro de 2001 por Garrett Camp e Geoff Smith.
StumbleUpon funciona como um serviço de descoberta de sites e conteúdo ativado por uma barra de ferramentas instalado no navegador através da qual os usuários podem fazer avaliações positivas ou negativas dos sites visitados. O usuário tem opção de ver as páginas que amigos e outros usuários recomendaram.
O StumbleUpon foi adquirido pelo eBay em maio de 2007. Funcionou também como uma subsidiária independente por 2 anos. Em abril de 2009, foi re-adquirido do eBay, por Garrett Camp e Geoff Smith, e os investidores Ram Shriram (da Sherpalo Ventures), e as empresas Accel Partners e August Capital.